# Ka'dar Hollman
Ka’dar Chaz Hollman (Burlington, 18 settembre 1994) è un giocatore di football americano statunitense che milita nel ruolo di cornerback per i Baltimore Ravens della National Football League (NFL).

## Carriera

### Green Bay Packers
Hollman fu scelto nel corso del sesto giro (185º assoluto) del Draft NFL 2019 dai Green Bay Packers. Il 3 maggio firmò il suo contratto con la franchigia. Debuttò come professionista subentrando nella gara del quinto turno contro i Dallas Cowboys senza fare registrare alcuna statistica. La sua stagione da rookie si concluse con 4 presenze, nessuna delle quali come titolare.

### Houston Texans
Il 23 agosto 2021 Hollman fu ceduto agli Houston Texans per una scelta del settimo giro del draft 2022. Fu svincolato il 31 agosto 2021.

### New Orleans Saints
Il 6 settembre 2021 Hollman firmò un contratto con i New Orleans Saints per la loro squadra di allenamento. Fu svincolato il 28 settembre.

### New York Giants
Il 5 ottobre 2021 Hollman firmò un contratto con i New York Giants per la loro squadra di allenamento. Il 7 dicembre fu messo nella lista infortunati.

### San Francisco 49ers
Il 2 febbraio 2022 Hollman firmò con i San Francisco 49ers.

### Atlanta Falcons
Il 31 agosto 2022 Hollman firmò con la squadra di allenamento degli Atlanta Falcons.